# Müllen (Neuried)
Müllen ist ein Ortsteil der 1973 entstandenen Gemeinde Neuried. Zu Müllen gehört das Dorf Müllen und das abgegangene Wasserschloss Müllen.

## Geographie

### Geographische Lage
Müllen liegt in der Oberrheinischen Tiefebene unmittelbar neben dem Rhein und damit nahe der deutsch-französischen Grenze, genau in der Mitte zwischen Kehl und Lahr, nur wenige Kilometer südlich von Straßburg, wenige Kilometer von Offenburg entfernt. Die Gemarkung Müllen ist 1,2 Quadratkilometer groß und damit der kleinste Ortsteil von Neuried.

### Nachbargemeinden
Die Gemarkung Müllen grenzt im Osten an Schutterwald, im Süden an Dundenheim und im Westen an Altenheim.

## Geschichte
Erstmals urkundlich erwähnt ist das Dorf als Mulnheim in einer Urkunde von Papst Innozenz III. als Besitz des Klosters St. Georgen im Schwarzwald. Vermutlich im 12. Jahrhundert wurde das Wasserschloss Müllen gebaut. Eventuell war die Burg Stammsitz des im 14. und 15. Jahrhundert in Straßburg ansässigen Geschlechtes von Mulnheim, das auch Herrschaftsrechte in der Umgebung besaß. Von der nicht mehr lokalisierbaren Burganlage ist nichts erhalten. 1179 wurde erstmals die Pfarrkirche erwähnt. 1379 erschien der Straßburger Bürger von Winsberg als Besitzer der Mühlen und des Dorfes Müllenheim, 1472 unterlag Müllen der Verwaltung des Steynes gein Ortenberg, 1480 wurde der Pfalzgraf bei Rhein als Dorfherr genannt, 1505 ging der Ort durch Verkauf an Wolfgang von Fürstenberg, danach wieder an Straßburger Bürger und fiel schließlich wieder an die Fürstenberger zurück, bevor es schließlich über die Österreicher wieder zur Landvogtei Ortenau kam. Von 1765 bis 1783 war Müllen durch Verpfändung badischer Besitz und nach dem Ende des Hl. Römischen Reiches dt. Nation wurde Müllen 1805 endgültig badisch.
Am 1. Januar 1973 wurde Müllen mit den Gemeinden Altenheim, Dundenheim und Ichenheim zur Gemeinde Neuried zusammengeschlossen.

### Demographie
Einwohnerzahlen nach dem jeweiligen Gebietsstand.
| Jahr | Einwohnerzahl |
| ---- | ------------- |
| 1814 | 154           |
| 1834 | 141           |
| 1864 | 154           |
| 1913 | 135           |
| 1961 | 238           |
| 1970 | 302           |

## Politik
Müllen bildet im Sinne der baden-württembergischen Gemeindeordnung eine Ortschaft mit eigenem Ortschaftsrat und Ortsvorsteher als dessen Vorsitzendem.

## Kultur und Sehenswürdigkeiten

### Sehenswürdigkeiten

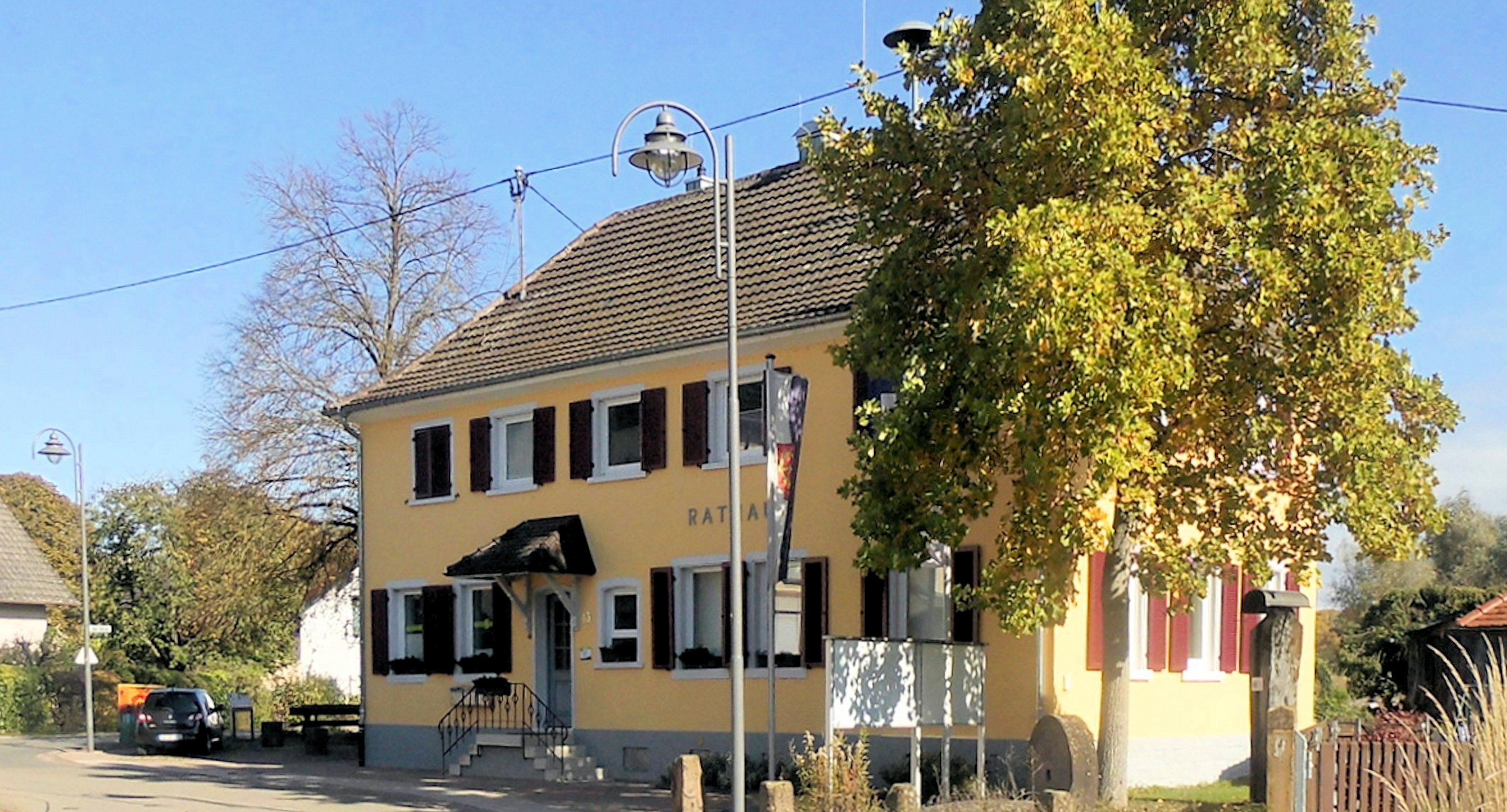
Ehemaliges Rathaus

- Ehemaliges RathausEhemaliges Rahaus von Müllen

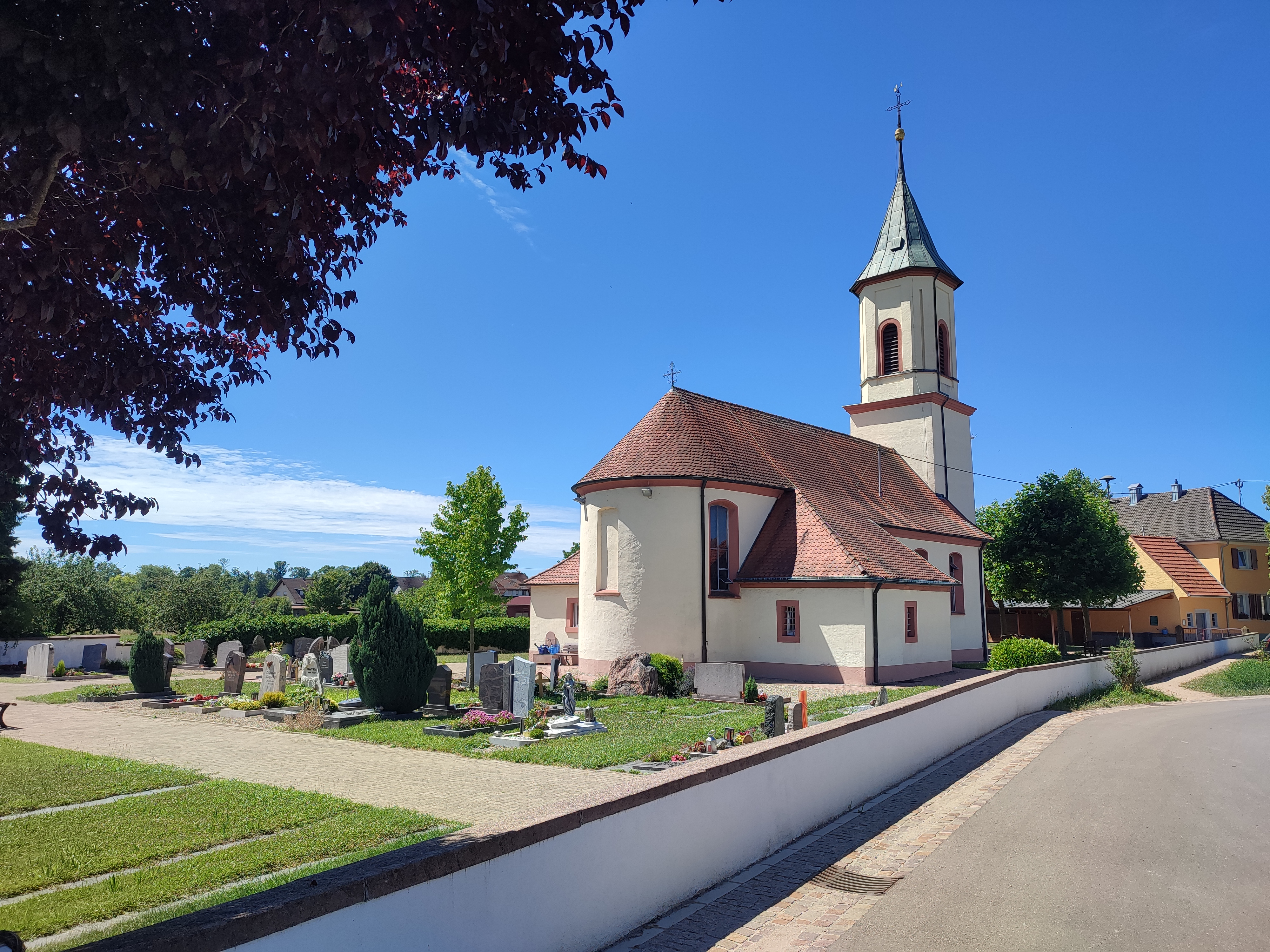
Wallfahrtskirche St. Ulrich und der Müllener Friedhof

- Wallfahrtskirche St. Ulrich und der Müllener FriedhofWallfahrtskirche St. Ulrich

### Religionen
Seit der Dekanatsreform am 1. Januar 2008 gehört Müllen mit der St.-Ulrich-Kirche zum Dekanat Offenburg-Kinzigtal und gehört zudem zur Seelsorgeeinheit Schutterwald-Hohberg-Neuried.

### Sportanlagen
In Müllen gibt es einen Bolzplatz.

### Vereinsleben

#### Narrenzunft Hopfedrescher Müllen
Die Idee zur Narrenzunft entstand an einem Abend im Jahr 2002 von sieben jungen Männern. Der Name „Hopfedrescher“ entstand aus dem Wortspiel aus „Hopfe“, die Biernote des Wortes, und „drescher“ drückt den Nachdruck aus, mit dem immer noch eines in den Hals passt. Drei Jahre später hatte die Zunft bereits 35 Mitglieder. Am 9. Oktober 2005 fand die erste Mitgliederversammlung statt und die erste Vorstandschaft wurde gewählt. Dort wurde eine Satzung verabschiedet und so wurde zum 11. November 2005 die Narrenzunft gegründet. Am Fasendfreitag 2006 fand der erste Hopfedrescherball statt. Am 11. November 2008 wurde der Vereins ins Vereinsregister eingetragen. Kurz danach gab es die ersten Holzmasken. 2021 trat man dem Ortenauer Narrenbund bei. Die Häs und deren Farbwahl sind eine Hommage an die Hopfenpflanze. Die hellgrünen symbolisieren die Hopfendolde, die dunkelgrünen das Blattwerk und die braunen das Buschwerk beziehungsweise die Ranke. Die Maske ist teils verdrießlich, teils heiter. Zudem werden Strohschuhe getragen.

### Weitere Vereine
Neben der Narrenzunft gibt es in Müllen noch die Freiwillige Feuerwehr, die Fischergruppe, den KJB, den Obst- und Gartenbauverein, den Skat-Club und die Sportfreunde.

## Wirtschaft und Infrastruktur

### Bildung
In Müllen gibt es einen Naturkindergarten.